# 69230 Hermes
Hermes è un asteroide near-Earth. Scoperto nel 1937, presenta un'orbita caratterizzata da un semiasse maggiore pari a 1,6552028 au e da un'eccentricità di 0,6238511, inclinata di 6,06703° rispetto all'eclittica.
L'orbita seguita da Hermes lo porta ad intersecare le orbite dei pianeti Venere, Terra e Marte. Il 30 ottobre 1937, l'asteroide è passato entro le 0,005 UA dalla Terra (approssimativamente 1,9 volte la distanza Terra-Luna).
Nel momento del massimo avvicinamento, Hermes si muoveva in cielo alla velocità di 5° per ora ed ha raggiunto l'ottava magnitudine. All'epoca, questo fu il più prossimo avvicinamento conosciuto di un asteroide alla Terra, e lo è rimasto fino al 1989 quando è stato osservato il passaggio ravvicinato al nostro pianeta dell'asteroide 4581 Asclepius.
Hermes fu scoperto da Karl Wilhelm Reinmuth in immagini prese il 28 ottobre 1937. Furono possibili soli altri cinque giorni di osservazione, prima che l'asteroide diventasse troppo debole per essere individuato per mezzo di telescopi. Ciò non fu sufficiente a permetterne il calcolo dell'orbita e l'asteroide andò perduto. Non ricevette un numero di identificazione, ma Reinmuth lo nominò dal nome del dio greco Hermes. È stato l'unico asteroide non numerato ad aver ricevuto un nome, accompagnato dalla designazione provvisoria 1937 UB.
Il 15 ottobre 2003 Brian A. Skiff, nell'ambito del progetto LONEOS, ha raccolto delle osservazioni utilizzate da Timothy B. Spahr, Steven Chesley e Paul Chodas per la determinazione di un'orbita, che, retrodatata al 1937, ha permesso la riscoperta di Hermes. L'orbita dell'asteroide oggi è ben nota e ad Hermes è stato assegnato il numero identificativo 69230. Eseguendo delle simulazioni indietro nel tempo, si è scoperto che Hermes nel 1942 si è avvicinato alla Terra più che nel 1937, entro 1,7 volte la distanza Terra-Luna, senza essere stato osservato.
Dal 9 novembre 2003 al 6 marzo 2004, quando 73491 Robmatson ricevette la denominazione ufficiale, è stato l'asteroide denominato con il più alto numero ordinale. Prima della sua denominazione, il primato era di 64553 Segorbe.
Hermes è un asteroide di tipo S, classificazione riportata per la prima volta da Andy Rivkin e Richard Binzel. Osservazioni radar condotte da Jean-Luc Margot presso l'Osservatorio di Arecibo ed il Goldstone Deep Space Communications Complex, California, nei mesi di ottobre e novembre del 2003 hanno indicato che Hermes è un asteroide binario. I componenti primario e secondario hanno approssimativamente lo stesso raggio, di circa 300 m, e la loro separazione orbitale massima è di soli 1200 m.
L'orbita di Hermes ha una MOID di 0,00428602 UA con la Terra.